# Aachener Printen

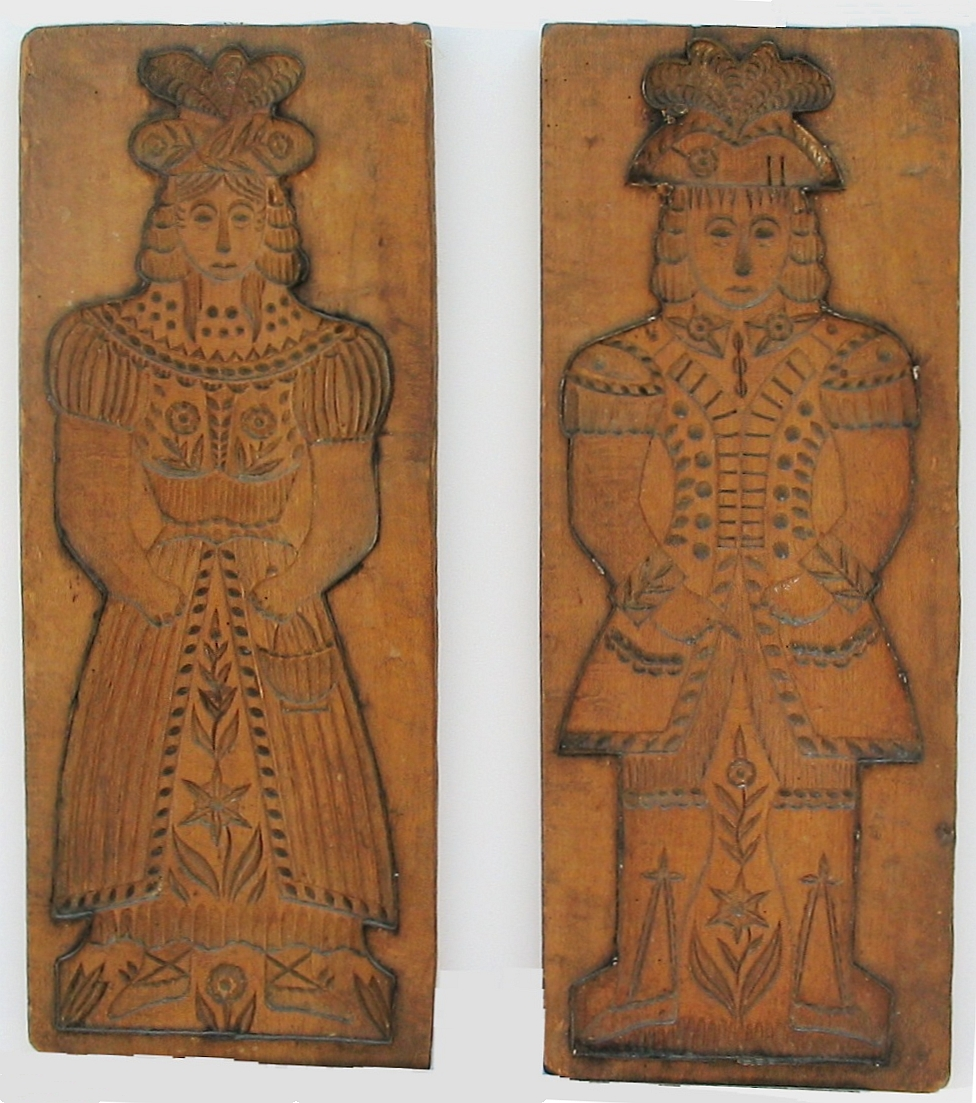
Molde del.

Las Aachener Printen son un tipo de lebkuchen (galleta) originario de la ciudad de Aquisgrán (Alemania). El término es una denominación de origen protegida y por tanto todos los fabricantes se ubican en los alrededores de esta ciudad.

## Historia
Las primeras pastas de este tipo se originaron con mayor probabilidad en la ciudad de Dinant, en la cercana Bélgica. La ciudad había producido pasteles con dibujos grabados durante cerca de 1000 años. Los artesanos que trabajaban el cobre, otra especialidad de Dinant, que emigraron a Aquisgrán en el siglo XV llevaron consigo la receta, el concepto y la tradición de las pastas grabadas. Originalmente, las Printen eran vendidas por farmacéuticos debido a que se consideraba que algunos de sus ingredientes (miel, varias hierbas y especias) poseían beneficios médicos.

## Producción
Originalmente endulzadas con miel, actualmente las Printen se endulzan con sirope de remolacha azucarera debido a que la miel no estuvo temporalmente disponible tras ordenar Napoleón un embargo, lo que bloqueó todo el comercio con el principal suministrador de miel, los Estados Unidos. La costumbre de endulzar con remolacha azucarera se mantuvo tras la derrota de Napoleón y el fin de la ocupación francesa.
Las Printen se hacen con una variedad de ingredientes, incluyendo canela, anís, clavo, cardamomo, coriandro, pimienta de Jamaica y también jengibre. Sin embargo, la mezcla exacta de estos ingredientes es guardada en secreto por las distintas fábricas de Printen.
Además de las Printen originales, también las hay con frutos secos (normalmente almendra), cubiertas con chocolate o glaseado y mazapán.